# 徐玉蓮
徐玉蓮（1997年4月18日—）為台灣女子籃球運動員，主要位置為大前鋒，目前效力於國泰女籃。

## 經歷
- 高雄市立七賢國民中學  - 淡水商工 - 中國文化大學[1]

## 代表隊經歷
- 2013年亞洲U16青年女子籃球錦標賽
- 2015年U19世界青年女子籃球錦標賽
- 2016年威廉·瓊斯盃國際籃球邀請賽
- 2016年亞洲大學女子籃球錦標賽
- 2017年威廉·瓊斯盃國際籃球邀請賽
- 2017年夏季世界大學運動會
- 2018年威廉·瓊斯盃國際籃球邀請賽
- 2018年亞洲三對三籃球錦標賽

## 外部連結
- 徐玉蓮的Instagram帳戶
- 徐玉蓮在fiba.basketball（英语）
- 徐玉蓮在archive.fiba.com（archived）（英语）
- 徐玉蓮在fiba3x3.com（英语）
- 徐玉蓮在Eurobasket.com（球員）（英语）
- 徐玉蓮在Flashscore（英语）